# Ballochoria

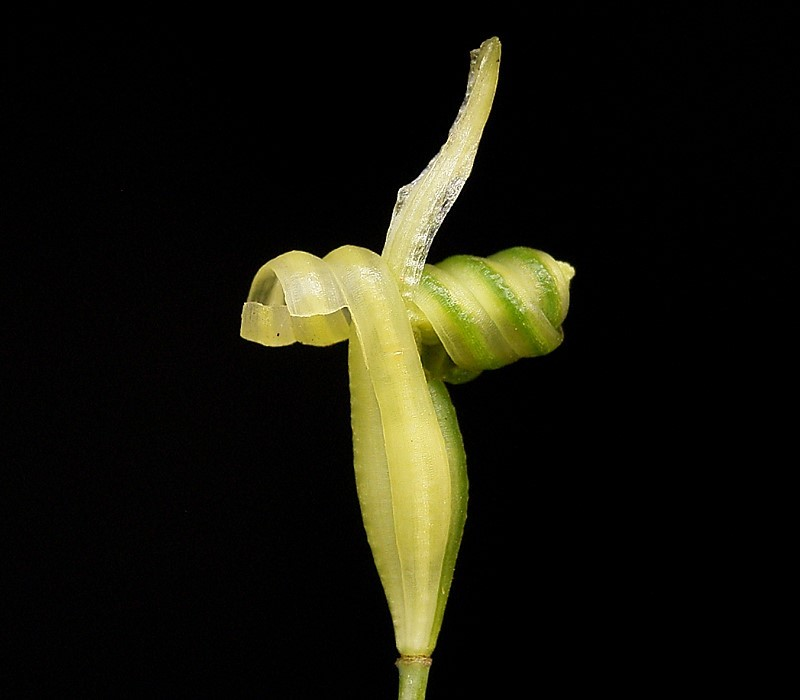
Owoc niecierpka pospolitego ze ściankami skręconymi po wystrzeleniu diaspor

Ballochoria – to sposób rozsiewania nasion (diaspor) za pomocą mechanizmów eksplozyjnych (balistycznych), na drodze zwolnienia naprężeń w owocni, co powoduje wyrzucenie nasion. Ruchy te spowodowane są wzrostem turgoru w trakcie dojrzewania owocu, oraz różnicami w ułożeniu elementów tkanek. Nasiona mają zwykle kształt kulisty lub owalny.
Torebki roślin z rodzaju niecierpek Impatiens mają dwuwarstwowe ściany – rozciągliwą zewnętrzną i włóknistą wewnętrzną. Lekko potrącona dojrzała torebka pęka wyrzucając nasiona na odległość 3–6 m.
Nasiona szczawika zajęczego pęcznieją rozsadzając torebkę, z której pod ciśnieniem 1,8 MPa są wyrzucane na odległość do 2,3 m.
Tryskawiec wykształca owoce, których miękisz jest silnie uwodniony i cechuje się dużym turgorem. Po opadnięciu na ziemię, z owocu w miejscu gdzie był przyrośnięty do szypułki, wytryska pod ciśnieniem wodnista tkanka wraz z nasionami przenoszonymi na odległość do 13 m.
Ballochoria może zachodzić także pod wpływem sił kohezyjnych, wyzwalanych na skutek utraty wody w komórkach. Ściany komórkowe zapadają się do środka. W ten sposób otwierają się zarodnie niektórych paprotników. Na zewnątrz mają one pierścień komórek, których ściany promieniste i wewnętrzne są grube, a tylko ściany zewnętrzne są cienkie i elastyczne. Wysychanie resztek wody w martwych już protoplastach tych komórek powoduje kurczenie się cienkich ścian, wyginanie pierścienia na zewnątrz, a tym samym otwieranie zarodni i wysypywanie zarodników.
Innym czynnikiem powodującym eksplozyjne rozsiewanie nasion są siły higroskopowe (wywołujące ruchy higroskopowe), powstające w martwych komórkach na skutek naprzemiennego wysychania i pęcznienia tkanek organów. Wywołują one ruchy odwracalne i mogące się powtarzać. Przykładem są ruchy hapter na zarodnikach np. skrzypów.
Ballochoria występuje również u grzybów. Tak rozsiewające się zarodniki to balistospory. Na przykład posiadające 4–5 promienistych ramion zarodniki mikroskopijnego, pasożytniczego gatunku Valdensinia heterodoxa pod wpływem wilgoci tak gwałtownie wyginają swoje ramiona w dół, że odpychając się nimi od liścia rośliny zostają wyrzucone na odległość 25–30 cm. Grzyby z rzędu owadomorkowców wyrzucają lepkie zarodniki, które trafiając w owada przyklejają się do niego i dokonują infekcji. Grzyb zrywka (Pilobolus) wytwarza w sporangioforze wysokie ciśnienie, co prowadzi do odrzucenia zarodni na odległość 2 m. 